# Шаблавин, Сергей Петрович
Сергей Петрович Шаблавин (7 апреля 1944, Кирсанов, Тамбовская обл.) — российский художник.

## Биография
Родился 7 апреля 1944 года в Кирсанове Тамбовской обл.. В 1967 окончил Московский инженерно-физический институт (факультет кибернетики). C 1979 по 1981 год учился в Заочном народном университете искусств. В 1977 году участвовал в Венецианской биеннале. Живет и работает в Москве и Кёльне.

## Работы находятся в собраниях
- Государственная Третьяковская галерея, Москва.
- Московский музей современного искусства.
- Музей актуального искусства ART4.RU, Москва.
- Собрание Евгения Нутовича, Москва.
- Музей Бохум, Бохум, Германия.
- Кунстхалле, Вильгельмсхафен, Германия.
- Музей фирмы «Байер», Леверкузен, Германия.
- Кунсткрайс, Мэппен, Германия.
- Музей Джейн Вурхис Зиммерли, коллекция Нортона и Нэнси Додж, Рутгерский университет, Нью-Брансуик, Нью-Джерси, США.
- Музей университета Трансильвании, Лексингтон, США.
- Музей запрещенного искусства, Ашдод, Израиль.
- Собрание Бар-Гера, Израиль.

## Персональные выставки
- 2006 — «Формула пейзажа». Айдан галерея, Москва.
- 2006 — «Исчезновение». Галерея Файн Арт, Москва.
- 2004 — «Сергей Шаблавин — нон-конформист». Галерея Куаедвлиг, Маастрихт, Голландия.
- 1998 — «Сергей Шаблавин». Galerie am Werk, Леверкузен, Байер, Виездорф, Германия.
- 1996 — «Круги и квадраты». Галерея Рейхард. Франкфурт, Германия.
- 1995 — «Пересечение времен». Москва,
- 1994 — «Иллюзия — знак — реальность». Галерея Файн Арт, Москва.
- 1986 — «Пространство и форма». ВЦК, Москва.
- 1985 — «За гранями традиции». МИФИ, Москва.
- 1984 — «Квадратура круга». Москва.